# Новомихайлівка (Краматорський район)
Новомиха́йлівка — село в Україні, у Лиманській міській територіальній громаді Донецької області. У селі мешкає 22 особи.